# Кукушкин, Владимир Игнатьевич
Владимир Игнатьевич Кукушкин (25 февраля 1929, с. Грань, Средневолжская область (нынешняя территория Ясногорского сельсовета Новосергиевского района Оренбургской области) — 7 сентября 2014) — советский хоккеист, нападающий. Тренер. Судья международной категории. Почётный профессор СибГУФК.

## Биография
Родился 25 февраля 1929 года в селе Грань Средневолжской области третьим ребёнком. Датой рождения в сельсовете было ошибочно указано 10 марта. Вскоре погиб отец Кукушкина, и семья переехала к родственникам в Коломну Московской области. С первого класса обучался медицинской и спортивной подготовке и за особые успехи был награждён коньками.
Во время Великой Отечественной войны с семьёй был эвакуирован в Красноярск, где учился в 48-й школе. Выступал за школьную команду по хоккею с мячом, за завод имени Ворошилова.
В 1948 году окончил ГЦОЛИФК имени Сталина. В 1950 году в Омске был образован институт физкультуры. Кукушкин был назначен туда на работу старшим преподавателем на кафедре спортивных игр. В 1955—2003 гг. — заведующий кафедрой спортивных игр.
Играл в первенстве РСФСР за омские клубы «Динамо» (1952—1953) и СКИФ (1953—1955). В сезонах 1955/56 — 1957/58 — играющий тренер команды «Спартак». Тренировал омский «Буревестник». В сезонах 1960/61 — 1961/62 возглавлял омский «Спартак» в чемпионате СССР.
Среди воспитанников Кукушкина — Виктор Блинов.
Судья всесоюзной (1968) затем — международной категории.
Работал в детской школе «Авангард».
Увлекался охотой и рыбалкой. Кандидат в мастера спорта по стендовой стрельбе.
Скончался 7 сентября 2014 года после продолжительной болезни. Похоронен на Старо-Северном кладбище Омска.

## Награды
- Медаль «За трудовое отличие» (15.09.1961) — за большие заслуги в подготовке специалистов и развитии науки[3]